# شبنا گولاتی
شبنا گولاتی DL (زاده ۷ اوت ۱۹۶۶) بازیگر و مجری بریتانیایی است. گولاتی به خاطر نقش‌های آنیتا در شام و سونیتا آلاهان در سریال خیابان تاج‌گذاری از سال ۲۰۰۱ تا ۲۰۱۳ شناخته می‌شود. از سال ۲۰۱۳ تا ۲۰۱۴، گولاتی به عنوان یک میزگرد در برنامه گفتگوی ناهار زنان شل ظاهر شد.
گولاتی در اولدهام، لنکاوی، از پدر و مادر هندو متولد شد. او در منچستر بزرگ شد، جایی که با سارا لنکاوی دوست شد. او دارای مدرک عربی و سیاست خاورمیانه از دانشگاه منچستر است.